# Crap Sogn Gion
Der Crap Sogn Gion (rätoromanisch für Stein des heiligen Johannes) ist ein 2263 Meter hoher Bergrücken auf dem Boden der Gemeinde Falera im Schweizer Kanton Graubünden. Zwei kleine Felstürme liegen westlich der mittlerweile viel markanteren und vom Tal sichtbaren Bergstation der 1968 eröffneten Luftseilbahn. Die touristische Erschliessung wurde 1962 von Laax aus begonnen.

## Wintersport
Der Crap Sogn Gion ist Teil des Skigebiets Laax und besonders für Snowboarder ein beliebter Treffpunkt. Im Winter werden jeweils grosse Snowparks mit Kickern und Halfpipes aufgebaut, was den Ort auch neben den eigentlichen Events zu einem Treffpunkt der Snowboard- und Freeskier-Szene macht.
Beim Crap Sogn Gion wurde 1991 eine Installation des Künstlers Peter Trachsel aufgestellt. Es handelt sich um eine schwarze Kugel mit rund 4 Metern Durchmesser, bestehend aus 1280 Dreiecken in 44 verschiedenen Massen.

## Gipfelkriterium
Das Kriterium, um wenigstens «Gipfel» genannt zu werden, erfüllt der Crap Sogn Gion streng genommen nicht; der erste Gipfel mit den entsprechenden 30 Metern Selbständigkeit befindet sich knapp 700 Meter westlich von den auf der heutigen Karte so bezeichneten Felsgruppen auf Crest la Siala, Punkt 2352. Auch in der Ortsnamenforschung wird der Flurname als «Alpweide» bezeichnet. Da nirgends eine genügend tiefe Scharte existiert, wären die im weiteren Grat-Verlauf namenlosen Gipfel sowie der Crap Masegn (2516 m) ebenso wie der Vorab Pign alle ein Nebengipfel des Vorabs, welcher der erste definitionsgemäss eigenständige Berg wäre.

## Galerie

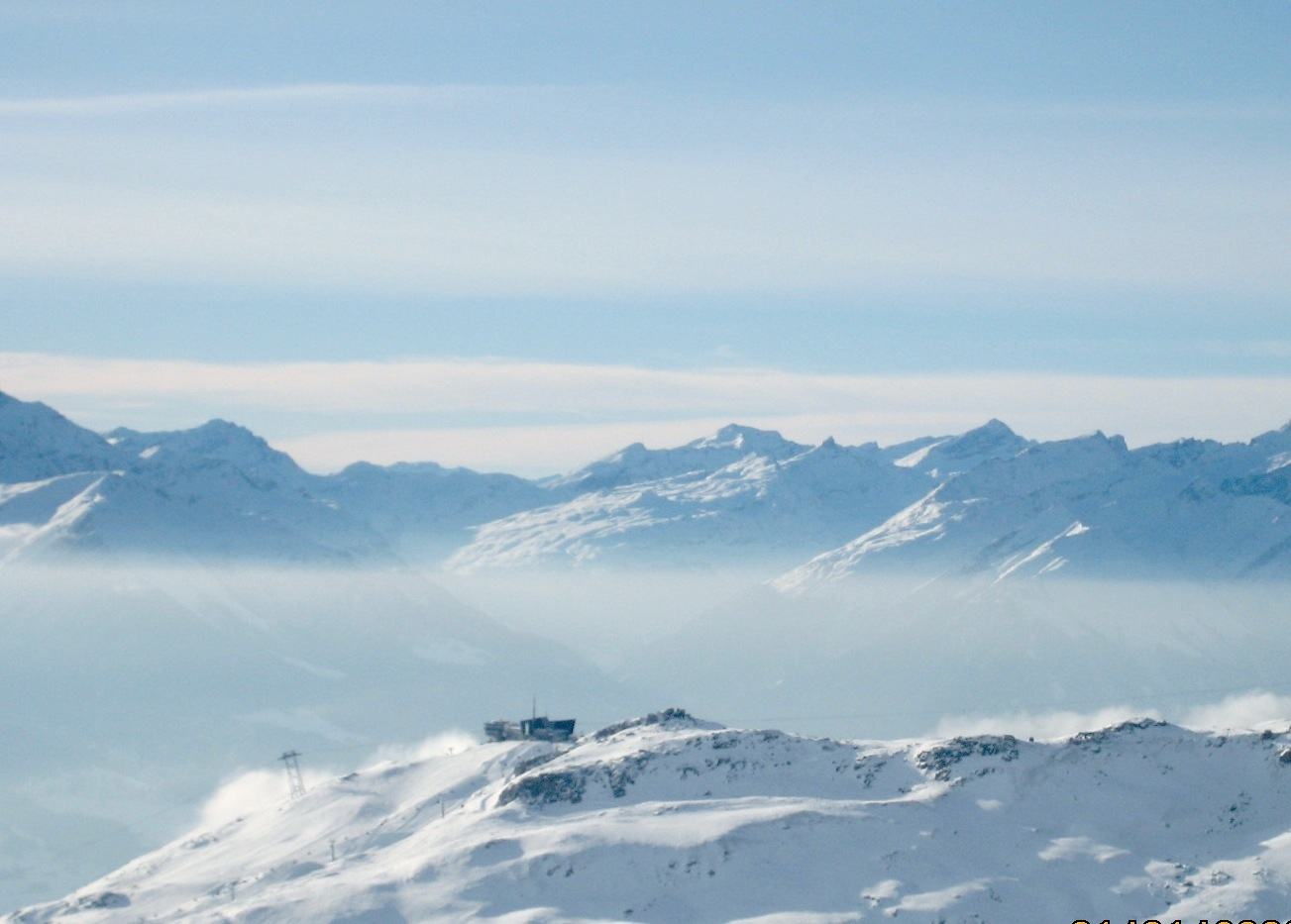
Crap Sogn Gion im Vordergrund
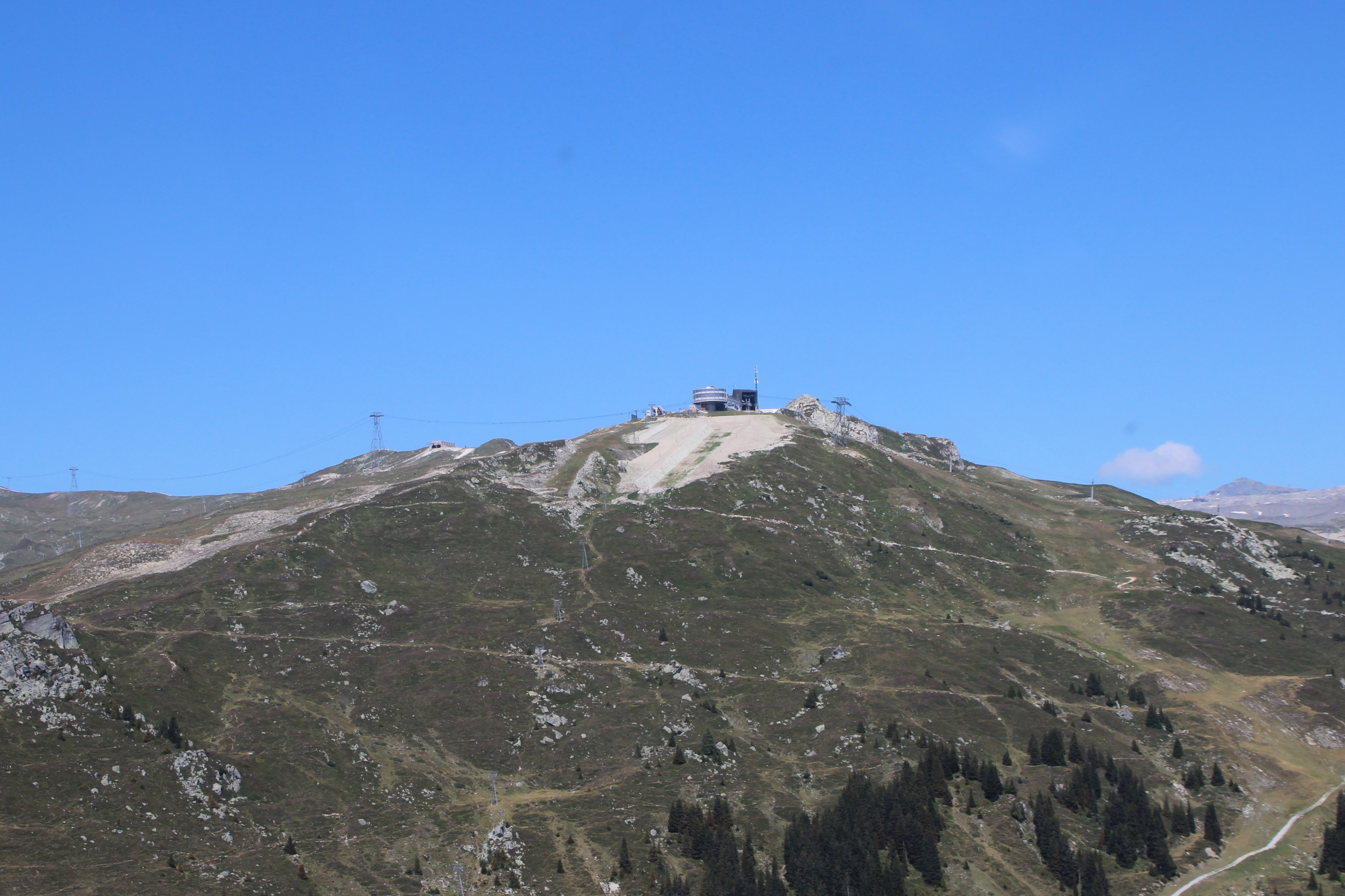
August 2015
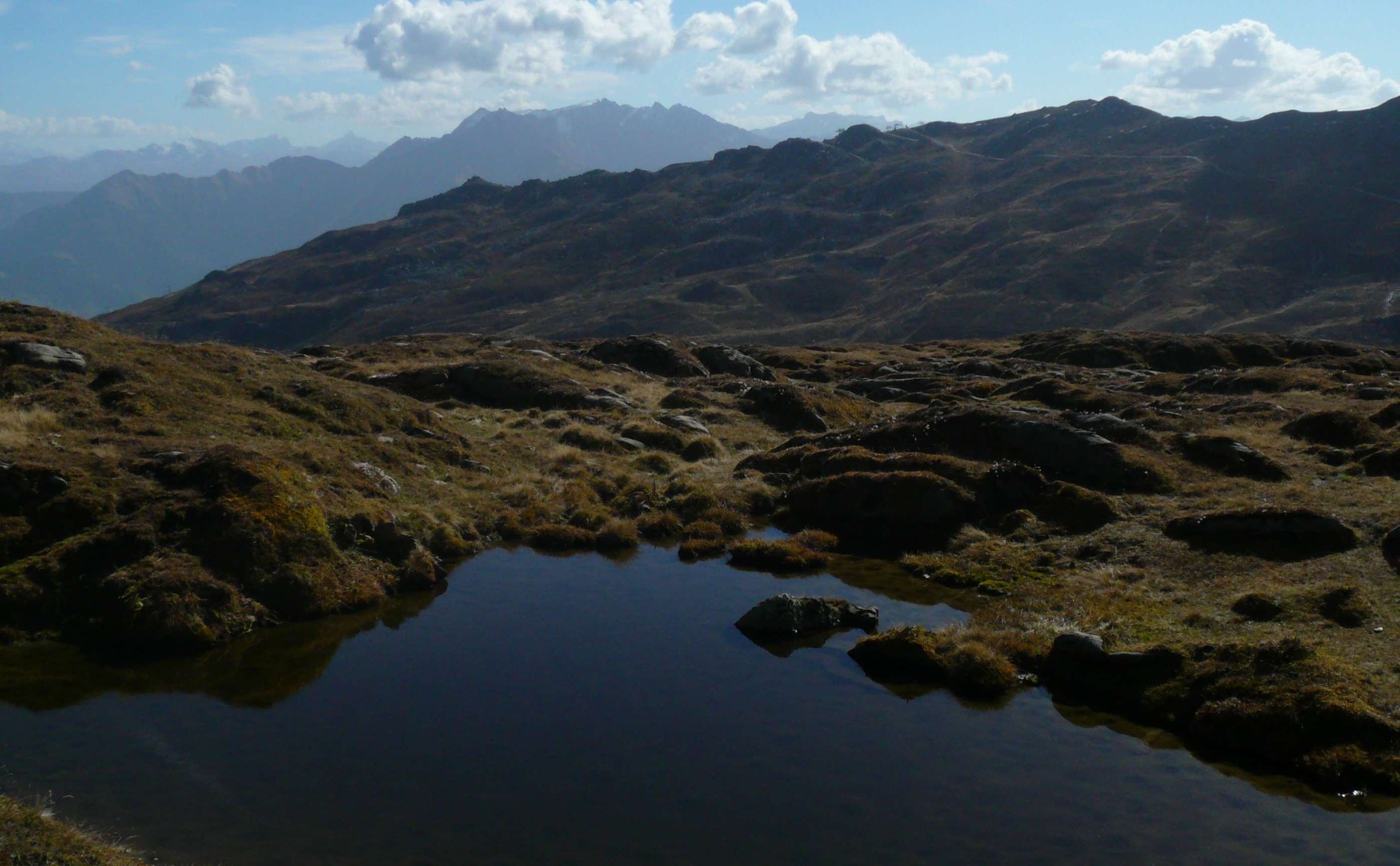
Langer, aus Richtung Masegn kommender Hügelzug zum Crap Sogn Gion (linkes Drittel; verdeckt Seilbahnstation)
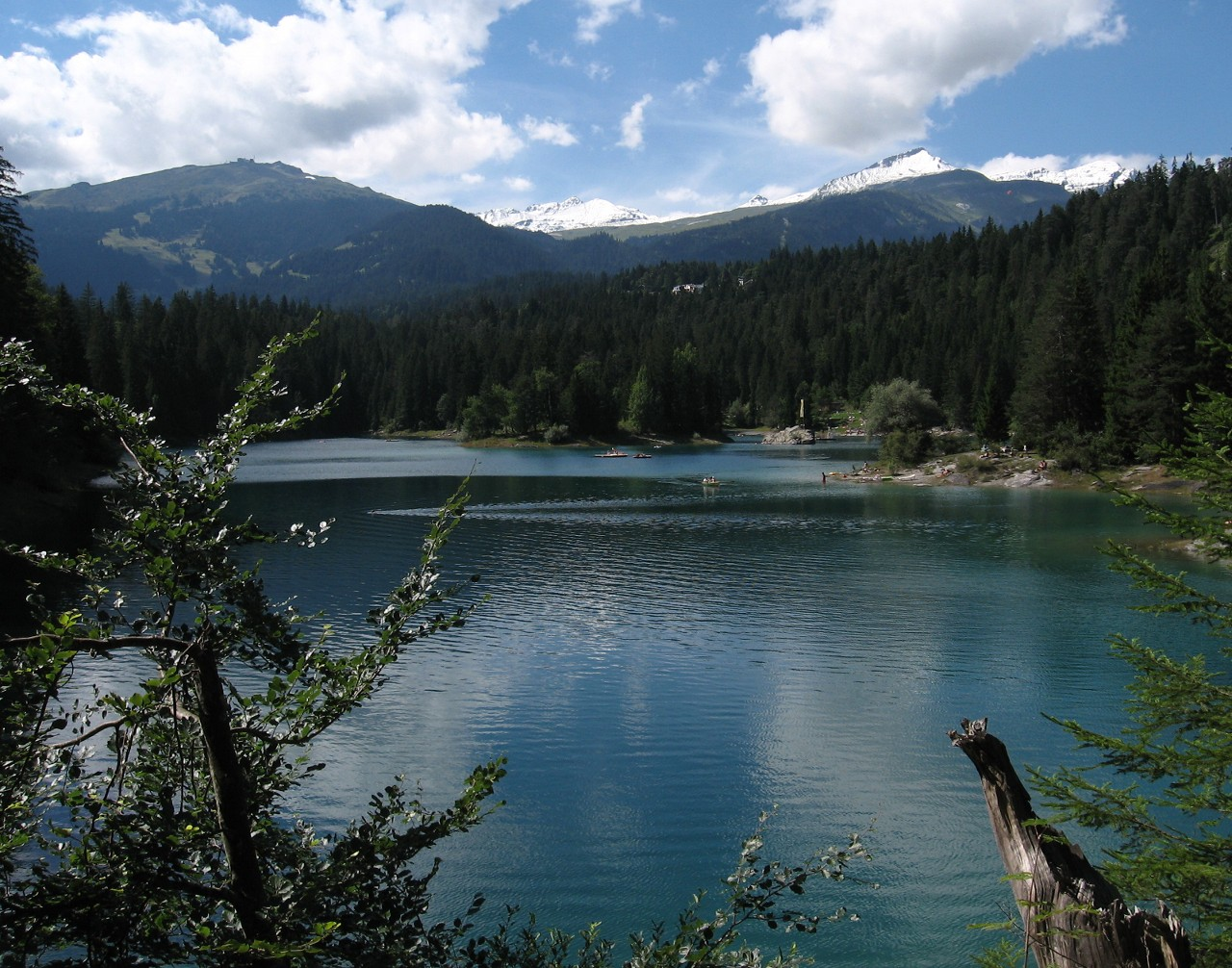
Im Vordergrund Caumasee im Flimser Grosswald, dahinter von links der Crap Sogn Gion und dessen Hauptgipfel, der weisse Vorab